# ماتياس سانشيز
ماتياس سانشيز (بالإسبانية: Matías Sánchez)‏ (18 أغسطس 1987 بتيمبيرلي في الأرجنتين - ) هو لاعب كرة قدم أرجنتيني في مركز الوسط. شارك مع منتخب الأرجنتين تحت 20 سنة لكرة القدم. أما مع النوادي، فقد لعب مع أرسنال ساراندي وإستوديانتيس دي لا بلاتا وكولومبوس كرو وليفادياكوس ونادي راسينغ ويونيون دي سانتا في وClub Atlético Temperley ‏.

## وصلات خارجية
- ماتياس سانشيز على موقع الاتحاد الدولي (مؤرشف)  (الإنجليزية)
- ماتياس سانشيز على موقع الدوري الأمريكي (الإنجليزية)
- ماتياس سانشيز على موقع إي إس بي إن إف سي (الإنجليزية)
- ماتياس سانشيز على موقع قاعدة بيانات كرة القدم.إي يو (الإنجليزية)
- ماتياس سانشيز على موقع Soccerway.com (الإنجليزية)